# Aldair Neves
Aldair Neves Paulo Faustino, noto semplicemente come Aldair Neves (Torres Vedras, 11 ottobre 1999), è un calciatore portoghese, difensore del Levski Sofia.

## Carriera
Cresciuto nel Torreense, dopo aver disputato una stagione in prima squadra, nel 2019 si trasferisce all'Académica, che lo inserisce nella rosa della formazione Under-23. Il 15 ottobre 2020 viene ceduto al Sanjoanense, con cui resta per due stagioni; il 13 luglio 2022 viene acquistato dal Ponferradina, con cui firma un triennale. Poco impiegato dal club spagnolo, il 31 gennaio 2023 fa ritorno a titolo temporaneo al Sanjoanense; il 27 giugno seguente passa, sempre in prestito, al Paços Ferreira.
Il 16 giugno 2024 viene acquistato dal Levski Sofia, con cui firma un triennale.

## Statistiche

### Presenze e reti nei club
Statistiche aggiornate al 18 luglio 2025.
| Stagione            | Squadra             | Campionato          | Campionato | Campionato | Coppe nazionali | Coppe nazionali | Coppe nazionali | Coppe continentali | Coppe continentali | Coppe continentali | Altre coppe | Altre coppe | Altre coppe | Totale | Totale | Totale |
| Stagione            | Squadra             | Comp                | Pres       | Reti       | Comp            | Pres            | Reti            | Comp               | Pres               | Reti               | Comp        | Pres        | Reti        | Pres   | Reti   |        |
| ------------------- | ------------------- | ------------------- | ---------- | ---------- | --------------- | --------------- | --------------- | ------------------ | ------------------ | ------------------ | ----------- | ----------- | ----------- | ------ | ------ | ------ |
| 2018-2019           | Torreense           | CP                  | 10         | 0          | TP              | 0               | 0               | -                  | -                  | -                  | -           | -           | -           | 10     | 0      |        |
| 2020-2021           | Sanjoanense         | CP                  | 23         | 1          | TP              | 1               | 0               | -                  | -                  | -                  | -           | -           | -           | 24     | 1      |        |
| 2021-2022           | Sanjoanense         | L3                  | 25         | 0          | TP              | 0               | 0               | -                  | -                  | -                  | -           | -           | -           | 25     | 0      |        |
| 2022-gen. 2023      | Ponferradina        | SD                  | 8          | 0          | CR              | 0               | 0               | -                  | -                  | -                  | -           | -           | -           | 8      | 0      |        |
| gen.-giu. 2023      | Sanjoanense         | L3                  | 12         | 0          | TP              | -               | -               | -                  | -                  | -                  | -           | -           | -           | 12     | 0      |        |
| Totale Sanjoanense  | Totale Sanjoanense  | Totale Sanjoanense  | 60         | 1          |                 | 1               | 0               |                    | -                  | -                  |             | -           | -           | 61     | 1      |        |
| 2023-2024           | Paços Ferreira      | SL                  | 25         | 2          | TP+CdL          | 1+1             | 0               | -                  | -                  | -                  | -           | -           | -           | 27     | 2      |        |
| 2024-2025           | Levski Sofia        | 1L                  | 35         | 3          | CB              | 1               | 0               | -                  | -                  | -                  | -           | -           | -           | 36     | 3      |        |
| 2025-2026           | Levski Sofia        | 1L                  | 0          | 0          | CB              | 0               | 0               | UEL                | 2                  | 1                  | -           | -           | -           | 2      | 1      |        |
| Totale Levski Sofia | Totale Levski Sofia | Totale Levski Sofia | 35         | 3          |                 | 1               | 0               |                    | 2                  | 0                  |             | -           | -           | 38     | 3      |        |
| Totale carriera     | Totale carriera     | Totale carriera     | 138        | 6          |                 | 4               | 0               |                    | 2                  | 0                  |             | -           | -           | 144    | 6      |        |